# Michelfeld (Angelbachtal)

Wappen von Michelfeld

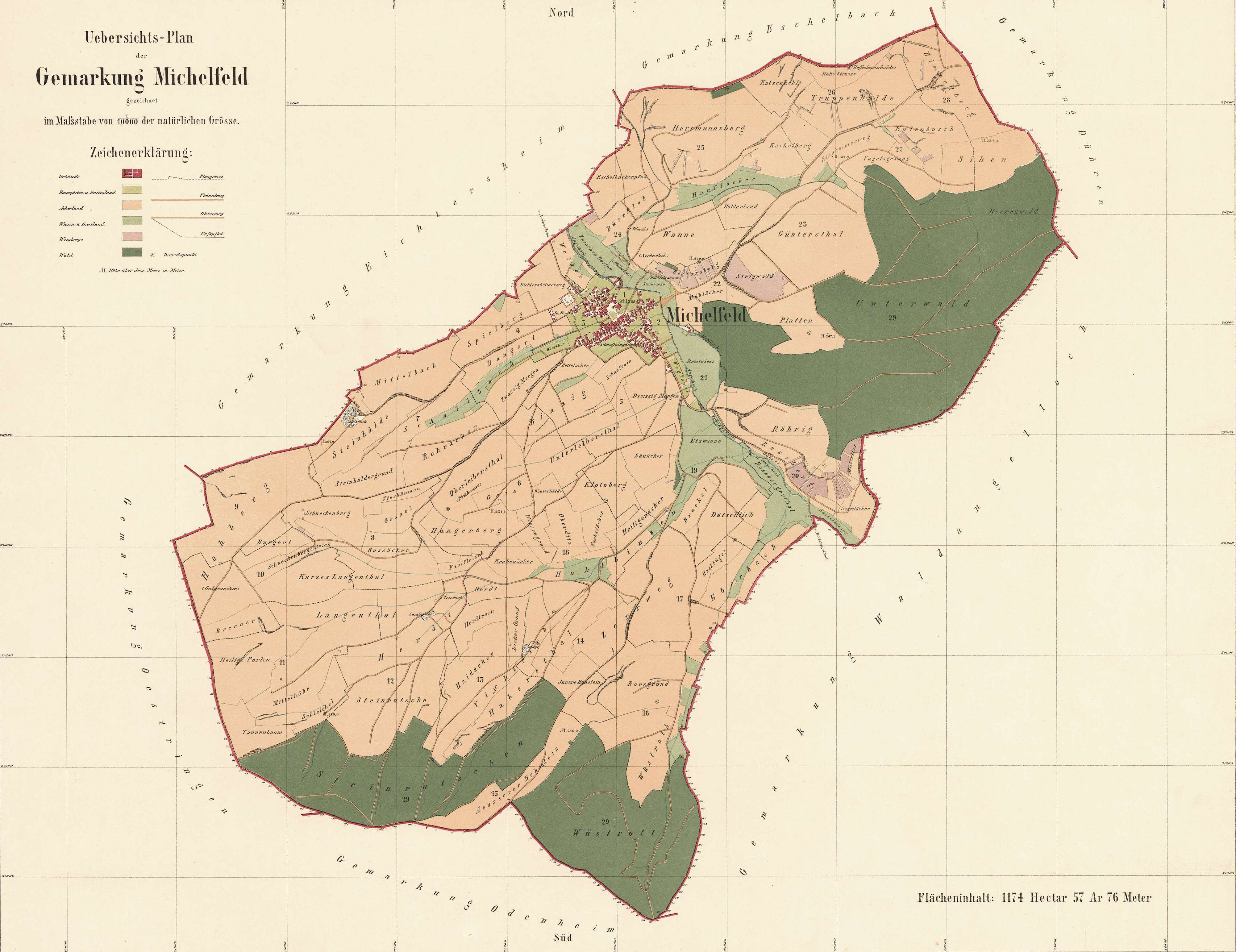
Gemarkung Michelfeld, Stand 1873

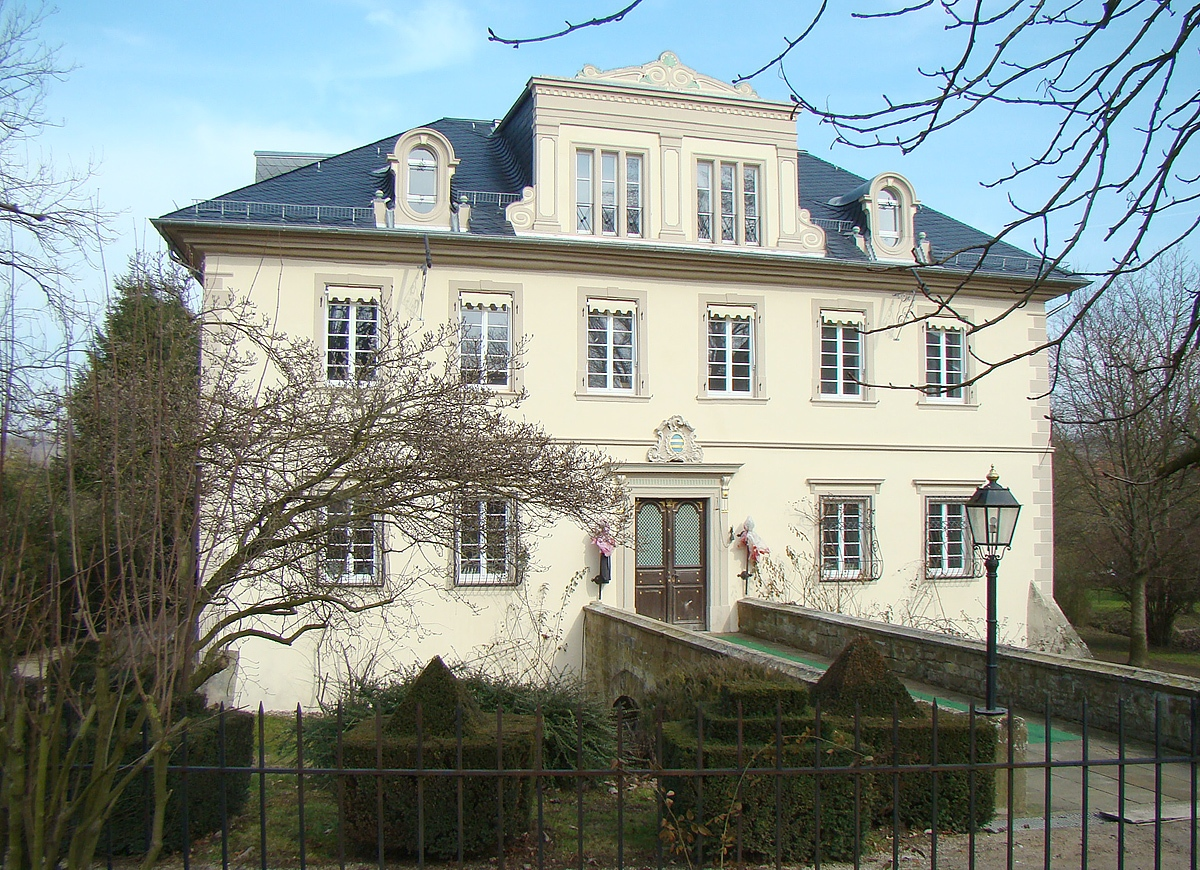
Schloss Michelfeld (2009)

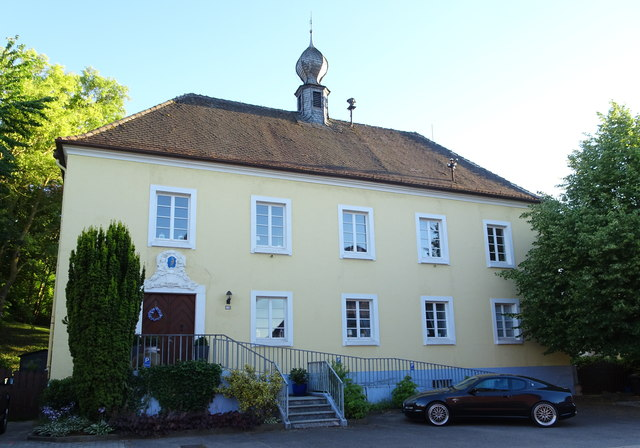
Rathaus von Michelfeld

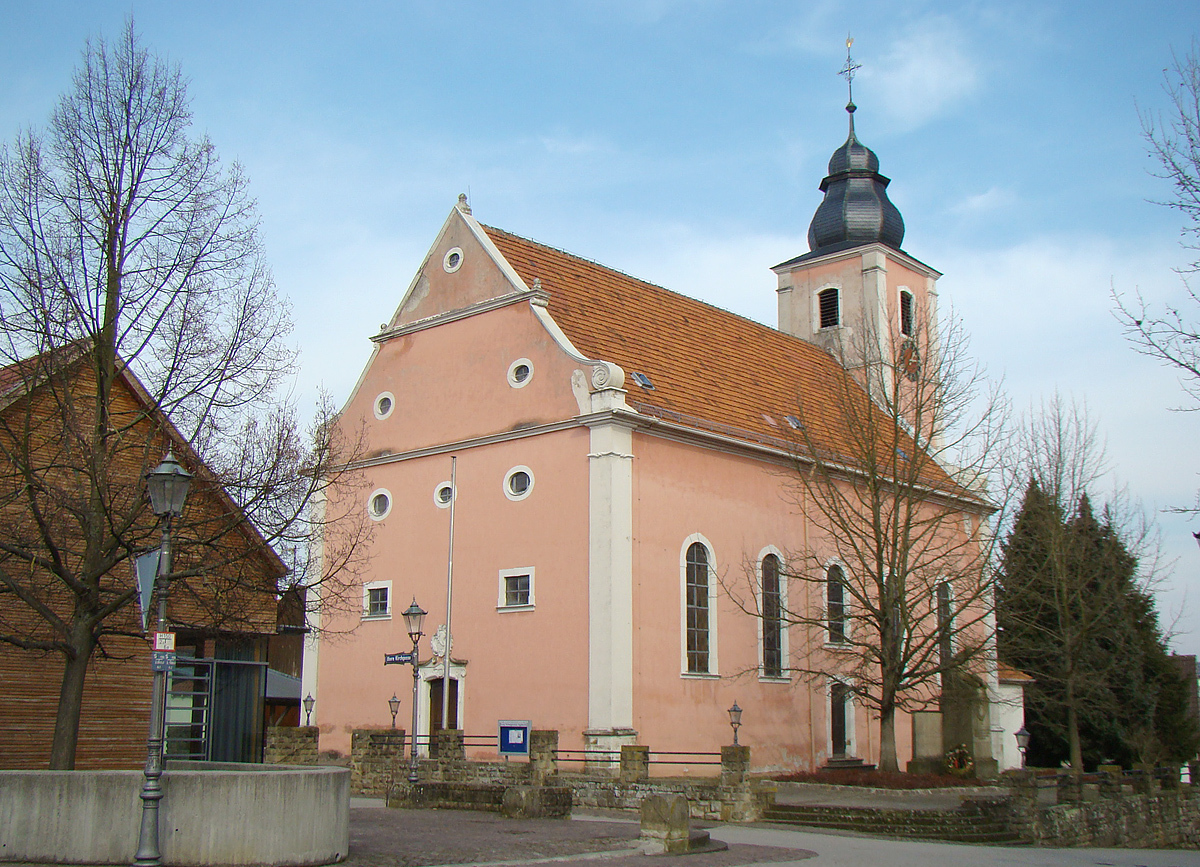
Evangelische Kirche von Michelfeld

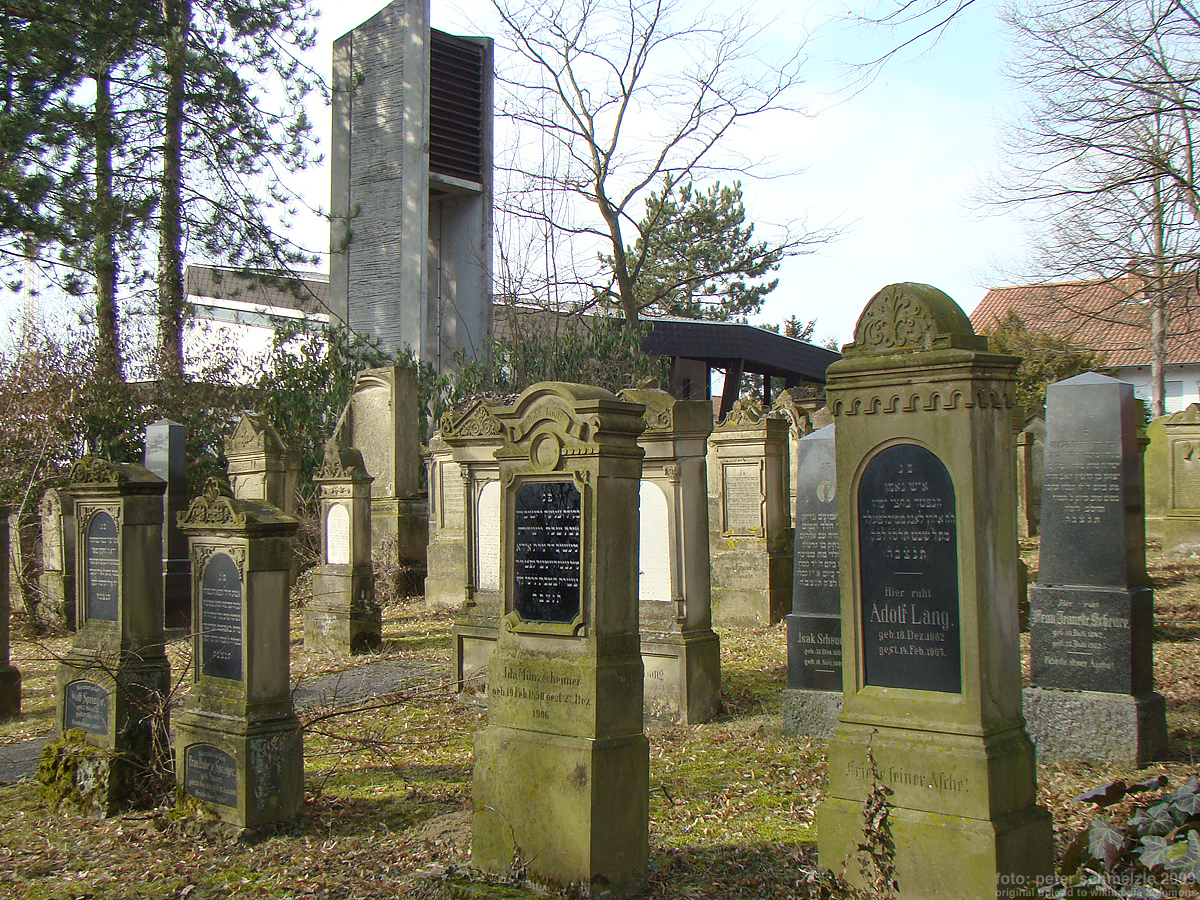
Jüdischer Friedhof von Michelfeld

Michelfeld ist eine Ortschaft im Nordwesten von Baden-Württemberg. Es bildet heute einen Teil der Gemeinde Angelbachtal im Rhein-Neckar-Kreis.

## Geographie
Michelfeld liegt im nordwestlichen Teil des Kraichgaus. Dort befindet sich der ältere Teil des Ortes, ursprünglich ein Haufendorf, am linken Ufer des Waldangelbaches. In jüngerer Zeit ist Michelfeld in verschiedene Richtungen gewachsen. 
Benachbarte Gemeinden (auch ehemalige) sind, beginnend im Nordosten und dann im Uhrzeigersinne, Dühren, Waldangelloch, Odenheim, Östringen, Eichtersheim und Eschelbach.

## Geschichte
Michelfeld bildet einen Ausbauort des frühen Mittelalters. Wie im Lorscher Codex belegt, wurde es 857 urkundlich erstmals als  Mihilunfeld erwähnt, der Name bedeutet großes Feld.
Schon früh erscheint der Hauptteil des Ortes als landgräfschäftlich hessisches Mannlehen an die Familie von Gemmingen, die hier die Nebenlinie Gemmingen-Michelfeld etablierte. Als Herrensitz ließ sie hier eine Wasserburg zum Schloss Michelfeld ausbauen. Mehrere andere Adelsfamilien traten im 15. Jahrhundert als Lehensträger  auf, darunter waren die Herren von Münchingen, von Ehrenberg und von Angelach. Zu schweren Zerstörungen kam es in Michelfeld während des Dreißigjährigen Krieges und im Pfälzischen Erbfolgekrieg. Der Ort wurde nachfolgend im barocken Stil wieder errichtet.

## Verwaltungszugehörigkeit
Michelfeld hatte als reichsritterschaftlicher Ort zum Ritterkanton Kraichgau gezählt.
Mit der Mediatisierung 1806 fiel es an Baden.
In Baden kam Michelfeld zunächst zum Oberamt Waibstadt, das aber bereits 1810 aufgelöst wurde. 1811 wurde der Ort Sitz des Amtes Michelfeld, das dem Neckarkreis unterstand und zu dem auch Daisbach gehörte. Zwischen 1813 und 1850 zählte der Ort zum Bezirksamt Wiesloch, dann zum Bezirksamt Sinsheim. Aus diesem ging 1939 der gleichnamige Landkreis hervor.

## Gemeinde
Michelfeld hatte früher eine eigenständige Gemeinde gebildet. Sie hatte ein eigenes Rathaus errichten lassen, das an der Wilhelmstraße steht. 1972 schlossen sich Eichtersheim und Michelfeld zur Gemeinde Angelbachtal zusammen.

## Verkehr
Durch Michelfeld verläuft die Landesstraße 551, die von Eichtersheim im Nordwesten kommt und den Ort mit Eppingen im Südosten verbindet. Von ihr zweigt in Michelfeld die Kreisstraße 4177 ab, die in nordöstlicher Richtung nach Dühren führt.
Michelfeld hatte auch einen Bahnhof an der Bahnstrecke Wiesloch–Waldangelloch, deren Verkehr aber 1980 eingestellt wurde.

## Religiöses
In Michelfeld steht die evangelische Kirche unter Denkmalschutz. Im Ort hatte es wahrscheinlich schon im 16. Jahrhundert schon eine jüdische Gemeinde gegeben. Sie legte 1868 einen jüdischen Friedhof an.

## Söhne und Töchter des Ortes
- Uriel von Gemmingen (1468–1514), Erzbischof von Mainz
- Zacharias Oppenheimer (1773–1827), Gründer einer Wollentuchfabrik
- Zacharias Oppenheimer (1830–1904), Mediziner und Professor an der Universität Heidelberg
- Fritz Spies (1884–1965), Bauingenieur